# Cochrane/Pueyrredón
Cochrane/Pueyrredón (hiszp. Lago Cochrane w Chile, Lago Pueyrredón w Argentynie) – jezioro polodowcowe w Andach, na pograniczu chilijsko-argentyńskim. Ma charakterystyczny wydłużony kształt. Położone jest na wysokości 153 m n.p.m. Zajmuje powierzchnię 271 km².
Na wschód od jeziora położone jest miasto Cochrane.